# Rolf Nevanlinna
Rolf Herman Nevanlinna (rodným jménem Neovius; 22. října 1895 Joensuu – 28. května 1980 Helsinky) byl finský matematik, který proslul především svými příspěvky ke komplexní analýze.

## Život
Pocházel z rodiny s velkou matematickou tradicí. Vystudoval matematiku na univerzitě v Helsinkách, absolvoval roku 1917. Zde ho nejvíce ovlivnil Ernst Leonard Lindelöf (jeho vzdálený příbuzný - bratranec jeho otce). Připojil se k bílé gardě ve finské občanské válce, ale aktivní vojenské akce se nedočkal. V roce 1919 získal pod vedením Lindelöfa doktorát. Poté učil a pracoval u bratra v pojišťovně, dokud nebyl v roce 1922 jmenován docentem matematiky na Helsinské univerzitě. Roku 1926 získal řádnou profesuru. V letech 1922–1925 vypracoval jádro své teorie distribuce hodnot meromorfních funkcí. Klíčový článek Zur Theorie der meromorphen Funktionen, který obsahuje hlavní věty teorie, byl publikován v roce 1925 v časopise Acta Mathematica. Hermann Weyl ho nazval „jednou z mála velkých matematických událostí 20. století.“ Podrobně teorii vyložil v monografiích Le théoreme de Picard - Borel et la théorie des fonctions méromorphes (1929) a Eindeutige analytische Funktionen (1936). V letech 1941–1945 byl rektorem Helsinské univerzity. Ve 40. letech byl považován, i kvůli svému částečně německému původu, za sympatizanta nacismu. Po roce 1944 to pro něj znamenalo jisté potíže a musel opustit místo rektora, ale brzy mohl znovu zastávat špičkové vědecké posty. Od roku 1947 měl poloviční úvazek na technice v Curychu, v roce 1948 se stal jedním z dvanácti placených akademiků v nově vytvořené Finské akademii věd. Mezi jeho pozdější zájmy patřily Riemannův povrch a funkcionální analýza. Také vydal ve finštině knihu o základech geometrie a populárně naučnou publikaci o teorii relativity. Věnoval se též výuce, jeho prvním a nejslavnějším doktorandem byl Lars Ahlfors. Od roku 1954 předsedal výboru, který zahájil první počítačový projekt ve Finsku. Působil jako prezident Mezinárodní matematické unie v letech 1959 až 1963. V letech 1965 až 1970 byl rektorem univerzity v Turku.